# Orthetrum nitidinerve
Orthetrum nitidinerve är en trollsländeart som först beskrevs av Selys 1841.  Orthetrum nitidinerve ingår i släktet Orthetrum och familjen segeltrollsländor. Inga underarter finns listade i Catalogue of Life.